# 河小杆菌属
河小杆菌属（学名：Fluviibacterium）是红杆菌科下的一个属。本属惟一种水河小杆菌 从河口沉积物中分离出来。

## 下属物种
本属包括以下物种：
- 水河小杆菌 Fluviibacterium aquatile[2]